# Иллюзии
Иллюзии - 3-й студійний альбом Костянтина Нікольського 2007 року.

## Композиції
1. Иллюзии (вірші Фернанду Пессоа, переклад Євгена Вітковського)
2. Пред чертой
3. Только там (вірші Фернанду Пессоа, переклад Євгена Вітковського)
4. Цветок у окна
5. Голос
6. Мне только снится жизнь моя (вірші Фернанду Пессоа, переклад Анатолія Гелескула
7. В тишине заката (вірші Фернанду Пессоа, переклад Сергія Александровського)
8. Облако
9. Песня о песне
10. Утешь меня, судьба

| Диск | Це незавершена стаття про музичний альбом. Ви можете допомогти проєкту, виправивши або дописавши її. |